# Martin Holoubek
Martin Holoubek (26 februari 1977) is een voormalig Tsjechische langebaanschaatser. In 1998 werd Holoubek uitgeroepen tot Schaatser van het Jaar in Tsjechië. Anno december 2007 staat hij in de Adelskalender op een 721e positie.
In de jaren 1994, 1995 en 1996 deed Holoubek mee aan het WK junioren, zijn beste prestatie was 36e. Op zijn eerste seniorentoernooi, het EK 1998 werd hij 27e en laatste. Ook op het WK 1998 (33e) en het EK 1999 (24e) wist Holoubek geen potten te breken.

## Persoonlijke records
| Afstand      | Tijd    | Datum         | Baan    |
| ------------ | ------- | ------------- | ------- |
| 500 meter    | 39,89   | 14 maart 1999 | Calgary |
| 1000 meter   | 1.18,36 | 13 maart 1999 | Calgary |
| 1500 meter   | 1.56,33 | 21 maart 1999 | Calgary |
| 3000 meter   | 4.19,49 | 8 maart 1996  | Calgary |
| 5000 meter   | 7.03,13 | 20 maart 1999 | Calgary |
| 10.000 meter | 14.37,5 | 21 maart 1999 | Calgary |